# Knockout (Sport)

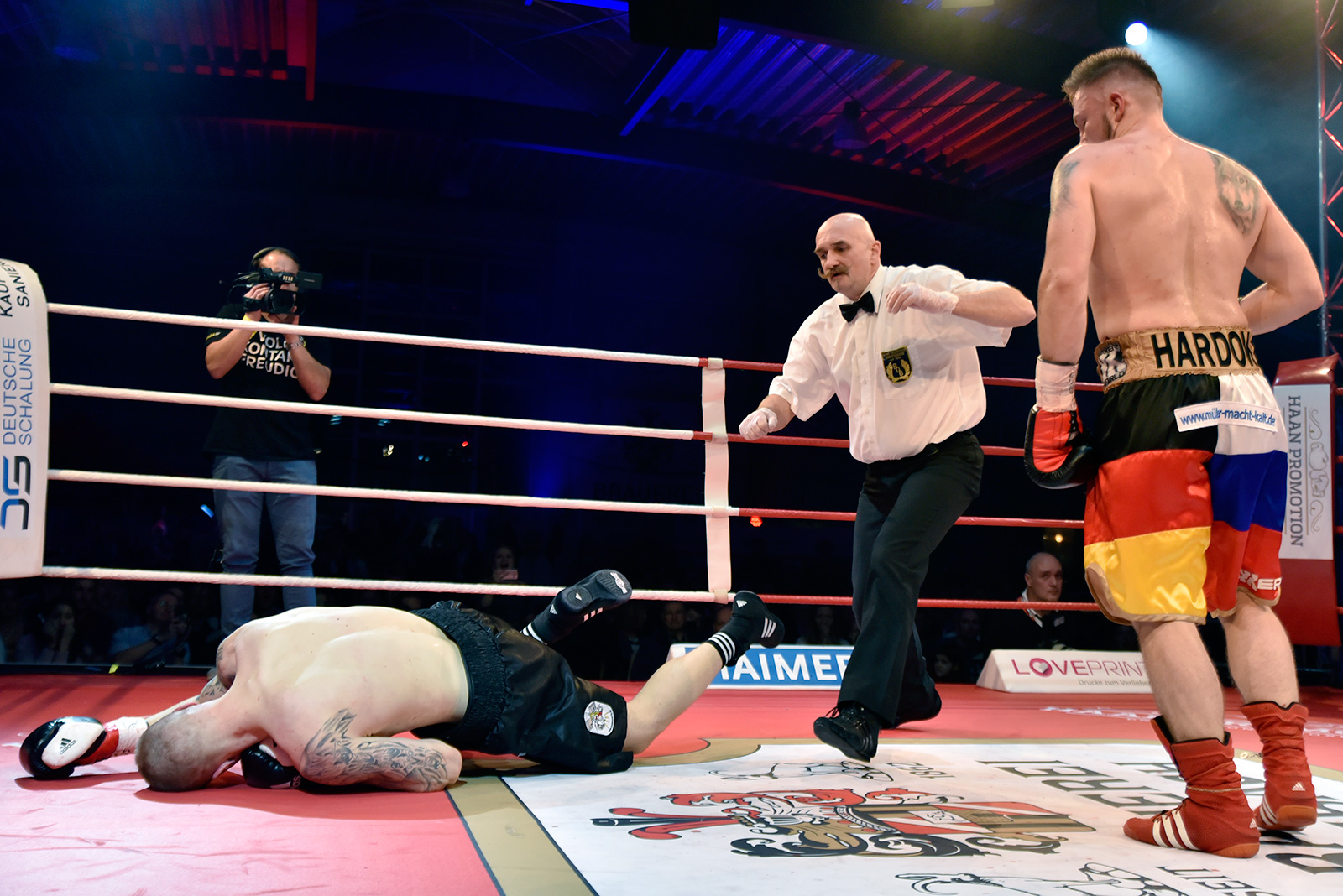
Klassischer Knockout im Boxen: Der getroffene Boxer liegt kampfunfähig am Boden (rechts: Roman Hardok)

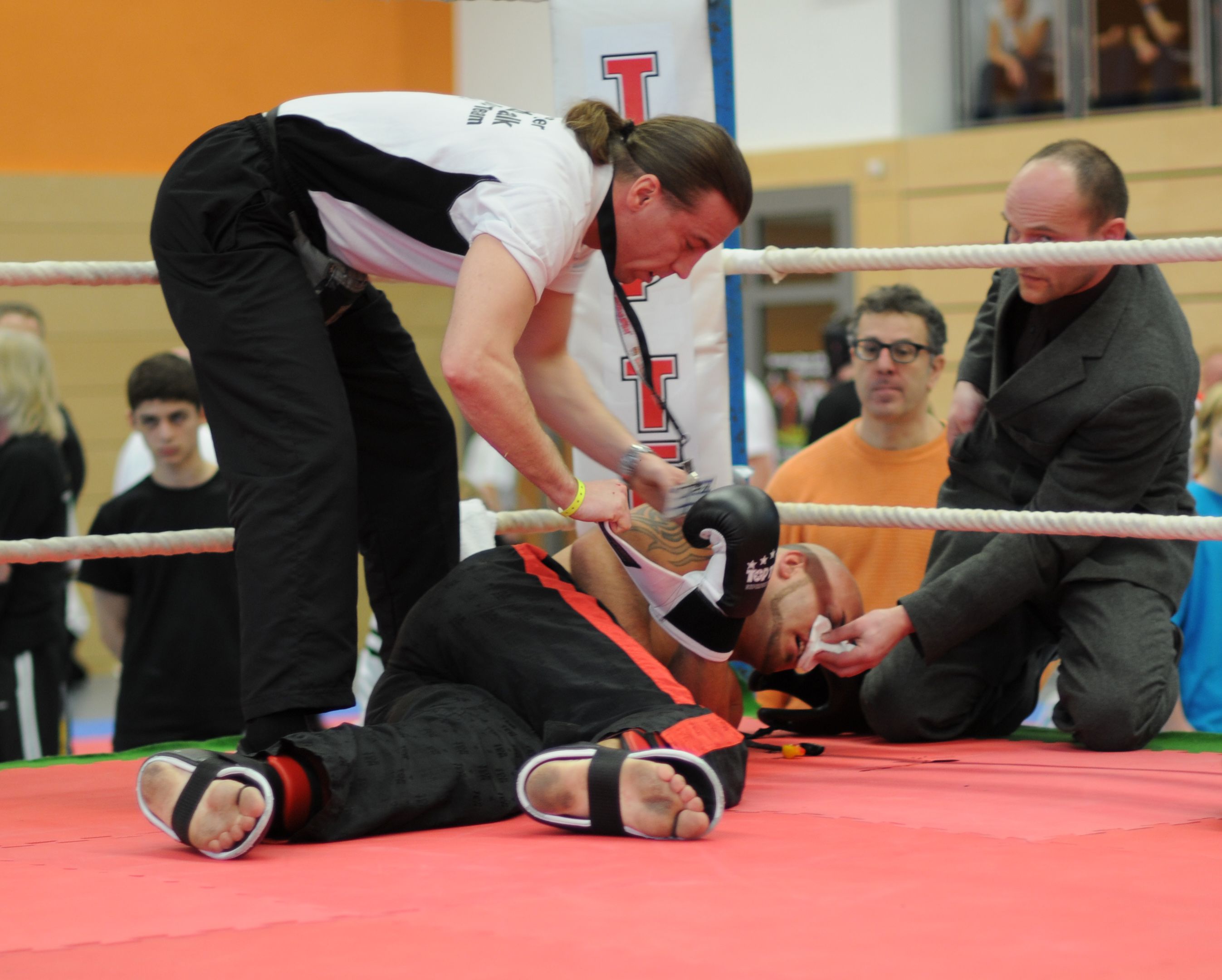
Knockout nach Niederschlag im Kickboxen

Ein Knockout (auch Knock-out oder K. o.) des Gegners ist eine Möglichkeit zum Sieg bei einigen Kampfsportarten wie Boxen, Mixed Martial Arts und den Vollkontakt-Varianten von Kickboxen, Karate und Taekwondo. Zumeist liegt ein K. o. vor, wenn der Gegner kampfunfähig geschlagen wurde. Die genaue Definition hängt von der Sportart und den Regularien ab.
Der Begriff stammt aus dem Boxsport. Er leitet sich ab von dem englischen Verb to knock out (of time), wörtlich übersetzt: „jemanden (aus der Zeit) herausschlagen“. Ein Boxer ist k. o., wenn er nach einem Niederschlag nicht mehr in der Lage ist, innerhalb einer vorgegebenen Zeitspanne weiterzukämpfen, so dass der Ringrichter den Kampf abbricht.

## Boxsport

### Knockout
Von einem Knockout (K. o.) spricht man, wenn ein angeschlagener Kämpfer nicht in der physischen oder psychischen Verfassung ist, den Kampf nach einer ihm zugestandenen Erholungspause (in der Regel 10 Sekunden) wieder aufzunehmen. Beim klassischen K. o. gelingt es dem zu Boden geschlagenen Kämpfer nicht, nach der vorgeschriebenen Zeit wieder sicher auf den Beinen zu stehen, woraufhin er vom Ringrichter ausgezählt wird. In manchen Fällen kann ein Kämpfer auch im Stehen an- bzw. ausgezählt werden. Die Regeln unterscheiden sich dabei im Detail zwischen dem Amateurboxen und dem Profiboxen.
Die Entscheidung, ob ein Kämpfer kampfunfähig ist, unterliegt in der Regel dem Ermessen des Ringrichters oder eines Ringarztes.
Das Ringarztbuch des Deutschen Boxsport-Verbandes (DBV) beschreibt den K. o. als vaso-vagalen Reflexvorgang, der zu einem sofortigen Verlust des Muskeltonus, der Stellreflexe (Unwillkürliche Reaktion des Gleichgewichtsorgans) und der Sinneswahrnehmung führt. Der DBV unterscheidet dabei zwischen einem Kopf-K.-o. und einem Körper-K.-o.; beim Kopf-K.-o. kann es beim Boxer durch die Schlagwirkung oder den Aufprall des Kopfes am Ringboden zu einer Amnesie oder zu einem Schädel-Hirn-Trauma unterschiedlicher Schweregrade kommen. Ebenso können durch den fehlenden Muskeltonus insbesondere Verletzungen der Halswirbelsäule auftreten. Bei einem Kopf-K.-o. tritt eine durch den Amateurboxweltverband mit mindestens 30 Tagen vorgeschriebene Wettkampfsperre (Schutzsperre) in Kraft. Im Einzelfall kann der Ringarzt nach Untersuchung des Athleten oder der Athletin auch eine längere Sperre festlegen.
Ein durch Körpertreffer ausgelöster Körper- oder Reflex-K.-o. entsteht bei einem Treffer auf Sinus caroticus oder Plexus solaris durch vaso-vagale Reflexmechanismen mit Blutdruckabfall und Bradykardie, durch Schlag auf die linke Brustkorbseite durch vago-kardiale Reflexmechanismen (Bezold-Jansch-Reflex) und bei Schlag auf die Leber („Leberhaken“) oder Milz zu Reflexmechanismen auf Grund starker Schmerzauslösung. Ein Boxer kann dabei wie bei einem Kopf-K.-o. zu Boden gehen, wird jedoch in der Regel nicht bewusstlos. Beim Körper-K.-o. liegt die Feststellung einer Schutzsperre im Ermessen des Ringarztes.
Laut Wettkampfbestimmungen des Österreichischen Boxverbandes (ÖBV) ist auf KO zu entscheiden, „wenn ein Kämpfer 10 Sekunden mit einem anderen Körperteil als den Füßen den Boden berührt (zu Boden ist), kampfunfähig in den Seilen hängt oder derart benommen ist, dass die Fortsetzung des Kampfes zur Schädigung seiner Gesundheit führen könnte“. 

### Technischer Knockout
Von einem Technischen Knockout (TKO) spricht man, wenn ein Kämpfer vom Ringrichter ohne Anzählen aus dem Kampf genommen wird. Das kann zum Beispiel der Fall sein, wenn der Ringrichter einem angeschlagenen Kämpfer eine mögliche Ruhepause nicht mehr gewährt, da diese nach seiner Einschätzung für eine notwendige Regeneration nicht mehr ausreicht. So werden in der Regel die äußerlich verheerendsten Knockouts als Technischer K. o. gewertet. Als Technischer Knockout werden außerdem gewertet:
- die Aufgabe eines Kämpfers wegen deutlicher Unterlegenheit (Nichtantreten zur nächsten Runde, Handtuchwerfen der Betreuer etc.),
- die Herausnahme eines Kämpfers wegen Verletzung,
- ein dreimaliges Anzählen eines Kämpfers innerhalb einer Runde (bei einigen Verbänden im Boxen angewandt).

Um nachhaltige gesundheitliche Beeinträchtigungen des Sportlers zu verhindern, ist der Ringrichter durch diese Regel dazu gezwungen, äußerlich angeschlagene Kämpfer – unabhängig von der Schwere ihrer Beeinträchtigungen – ohne Anzählen aus dem Kampf zu nehmen.

## Mixed Martial Arts
Da im Mixed Martial Arts ein Kampf nicht unterbrochen wird, wenn ein Kämpfer zu Boden geht, ist die Unterscheidung zwischen K. o. und technischem K. o. etwas anders. Als K. o. wird ein Kampf nur gewertet, wenn der Gegner durch erlaubte Schläge oder Tritte bewusstlos wird. Alle anderen Gründe für das Ende eines Kampfes (Verletzung, Abbruch durch den Ringrichter oder Aufgabe) führen zu einer Wertung als technischer K. o. (TKO).

## Physiologie

### Mögliche Folgen
Die meisten Verletzungen beim K. o. entstehen, wenn der betreffende Kämpfer mit dem Kopf unkontrolliert auf den Boden aufschlägt oder durch Schläge wiederholt hart am Kopf getroffen wird. Dies kann Störungen im Großhirn verursachen, insbesondere Gehirnerschütterungen, in extremen Fällen auch schwere Verletzungen wie Gehirnblutungen, außerdem langfristige Folgeschäden wie „Boxerdemenz“ (auch chronisch-traumatische Enzephalopathie oder Dementia pugilistica genannt). Die Gefährlichkeit von K.-o.-Schlägen zeigt sich auch darin, dass eine hohe Zahl von Kopftreffern zu den Risikofaktoren für einen tödlichen Ausgang des Boxkampfs zählt.
Eine Befragung von 632 japanischen Profiboxern ergab, dass fast die Hälfte der Sportler am Tag nach einem K. o. unter fortbestehenden Symptomen litt, zum Beispiel Kopfschmerzen, Tinnitus, Vergesslichkeit, Hörstörungen, Schwindel, Übelkeit und Gangstörungen. Etwa 10 % der Befragten gaben an, ständig unter derartigen Beschwerden zu leiden. Kognitive Defizite halten messbar länger an als die subjektiv wahrgenommenen Beschwerden, dazu zählen etwa verschlechterte Leistungen bei Rechenaufgaben, Multiple-Choice-Prüfungen und Reaktionstests. Leistungen im Bereich Informationsverarbeitung, Sprache und Gedächtnis sind teils einige Tage lang, teils noch einen Monat nach dem Knockout reduziert (das gilt nicht für jeden einzelnen Boxer, sondern im Sinne der statistischen Betrachtung).
Profiboxer erleiden im Lauf einer langjährigen Karriere sehr viele harte Kopftreffer und wiederholt K.-o.-Schläge. Etwa 10–20 % von ihnen leiden später chronisch unter neuropsychiatrischen Folgeerkrankungen (die nicht nur auf die K.-o.-Schläge, sondern auf die zahlreichen Schädel-Hirn-Traumata insgesamt zurückzuführen sind). Schwerwiegende Schäden und Symptome können dabei in drei Bereichen auftreten:
- Motorik (Tremor, Dysarthrie, Parkinson-Symptomatik, Ataxie, Spastik)
- Kognition (Verlangsamung des Denkens, Gedächtnisstörungen, Demenz)
- Erleben und Verhalten (Depression, Reizbarkeit, Aggressivität, Kriminalität, Suchtverhalten)

In einer Übersichtsarbeit zu den Gefahren des Boxsports, die 2010 im Deutschen Ärzteblatt veröffentlicht wurde, plädierten die Autoren für die Integration neuropsychologischer Testverfahren in die sportmedizinischen Untersuchungen von Boxern und die Erarbeitung von Kriterien, die es Ringärzten ermöglichen, akute Gefahren beim Boxkampf früher zu erkennen. Sie wiesen darauf hin, dass sich die World Medical Association 2005 für ein generelles Verbot des Boxens ausgesprochen und die British Medical Association 2007 gegen die erste Austragung von „Mixed Martial Arts“-Kämpfen in Großbritannien protestiert hatte. Ein besserer Schutz der Profiboxer sei möglich, wenn die für Amateurboxer geltenden Vorkehrungen wie der obligatorische Kopfschutz auch für den Profisport vorgeschrieben würden, obwohl dadurch die Kämpfe einen Teil ihrer Attraktivität verlieren würden.

## Übertragene Bedeutung von „K. o.“
Von „K. o.“ (Substantiv) oder „k. o.“ (Adjektiv) spricht man nicht nur in Kampfsportarten, sondern im übertragenen Sinn auch in weiteren Sportarten und in anderen Bereichen. Beispiele:
- In vielen Sportarten werden Turniere in einem K.-o.-System entschieden.
- K.-o.-Tropfen sind Drogen, mit denen Täter ein Opfer unbemerkt zu betäuben versuchen.
- Umgangssprachlich bedeutet „k. o.“ – oder auch „erschlagen“ – so viel wie „völlig erschöpft“.[9]
- Sogenannte Totschlagargumente werden auch als „K.-o.-Argumente“ bezeichnet.[10]